# Stereo (1969)
Stereo, vollständiger Titel: Stereo (Tile 3B of a CAEE Educational Mosaic), ist ein Science-Fiction-Schwarzweißfilm David Cronenbergs aus dem Jahre 1969. Der Film gehört zu den frühesten Werken des später sehr erfolgreichen Regisseurs und wird stets in Verbindung mit Crimes of the Future genannt.

## Handlung
Die kanadische Academy for Erotic Inquiry erforscht die Theorien des Parapsychologen Luther Stringfellow. Die Geschichte dreht sich um sieben junge Menschen, die entscheiden, eine neuartige Form der Gehirn-Chirurgie an sich selbst testen zu lassen. Dabei wird ihnen ihre Fähigkeit zu sprechen genommen und durch die Möglichkeit der telepathischen Kommunikation ersetzt. Eine Gruppe von Studenten, die sich im Schatten der Öffentlichkeit bewegen, kontrolliert die Ergebnisse und wertet aus. Das Experiment geht voran und bringt Stringfellows Theorien in die Wirklichkeit.
Später im Film nehmen die Probanden Aphrodisiaka und andere Drogen, um ihre innere polymorphose Perversität an das Tageslicht zu bringen. Der Film endet damit, dass die „Forschungsobjekte“ voneinander isoliert werden. Eine unerträgliche Feindschaft entsteht zwischen den Personen und Gewalt kommt zwischen ihnen auf und eskaliert. Das Experiment fordert, wie in so vielen Fällen, seine Opfer.
Zwei der Leute, die sich für das Experiment gemeldet hatten, ertragen diese grausame Lage nicht mehr und begehen Selbstmord.

## Drehort
Der Film wurde zwischen August und November 1968 am Standort Scarborough der University of Toronto gedreht. Die Architektur von John Andrews im Baustil des Brutalismus spielt eine eigene Rolle im Film.